# Dologan (Karanggede)
Dologan is een bestuurslaag in het regentschap Boyolali van de provincie Midden-Java, Indonesië. Dologan telt 1662 inwoners (volkstelling 2010).